# 吳溥 (建文進士)
吴溥（1363年—1426年），字德润，江西崇仁人。明朝政治人物。

## 生平
洪武二十三年（1390年）癸酉科江西鄉試第四十四名舉人。建文二年（1400年）會試第一，殿試登二甲一名進士，任翰林院修撰。永乐年间，入國子監任職。为人谨慎、居官操行廉洁，死无以殓。

## 事跡
吴溥有識人之明。燕王朱棣破官軍，入主金陵時，王艮、胡靖、解縉、吳溥四人聚會，胡、解各有慷慨陳詞，獨王艮哭泣不言；吳溥之子吳與弼以為胡靖會身殉建文帝，但吳溥認為只有王艮會殉死，他的話還沒講完，卻聽到胡靖大聲對家人喊叫：「外面很喧鬧，小心看好豬啊。」吳溥說：「連一隻豬都捨不得，難道捨得性命嗎？」不久後聽到王艮全家哭泣，原來王艮已經服毒自殺了。而胡靖、解縉則果然迎附朱棣，求取官位。

## 家族
子吳與弼。

## 著作
存有《古崖集》。